# 滝澤秀之
滝澤 秀之（たきざわ ひでゆき、1959年10月5日 - ）は、日本の実業家。相模鉄道株式会社代表取締役社長を経て、相鉄ホールディングス株式会社代表取締役社長。

## 人物・経歴
長野県出身。長野県野沢北高等学校を経て、1984年横浜国立大学経済学部卒業、相模鉄道入社。相鉄ビルマネジメント第一営業部長を経て、2007年相模鉄道取締役に昇格。2008年常務取締役。2010年専務取締役。2011年相鉄ホールディングス執行役員。2012年相鉄ホールディングス取締役。2015年相模鉄道専務取締役。
2016年から相模鉄道代表取締役社長を務め、創立100周年にあたり知名度向上のため駅や服装、車両等のデザインリニューアルを進め、2018年には東京急行電鉄との相互直通運転による都心乗り入れに向け新車両相鉄20000系電車の投入を行った。2019年相鉄ホールディングス代表取締役社長。